# Tybaertiella peniculifera
Espèce
Synonymes
- Locketia bicolor Locket & Russell-Smith, 1980

Tybaertiella peniculifera est une espèce d'araignées aranéomorphes de la famille des Linyphiidae.

## Distribution
Cette espèce se rencontre en Côte d'Ivoire, au Nigeria et en Éthiopie.

## Publication originale
- Jocqué, 1979 : Description of Tybaertiella peniculifer n. gen., n. sp. and T. minor n. sp., erigonid twin species from Ivory Coast (Araneida, Erigonidae). Revue de Zoologie africaine, vol. 93, p. 751-759.